# Deneb Algenubi
Deneb Algenubi (η Ceti / η Cet / 31 Ceti) es una estrella en la constelación de Cetus situada a 118 años luz del sistema solar.
Después de Deneb Kaitos (β Ceti) y Menkar (α Ceti) es, con magnitud aparente +3,45, la estrella más brillante en su constelación.
Otro nombre por el que se conoce a esta estrella es Dheneb, utilizado también para designar a ζ Aquilae.
Deneb Algenubi es una gigante naranja de tipo espectral K2III con una temperatura efectiva de 4600 K.
Tiene un diámetro 17,4 veces más grande que el del Sol, cifra calculada a partir de la medida directa de su diámetro angular considerando el oscurecimiento de limbo —3,44 milisegundos de arco—.
Su luminosidad es unas 100 veces mayor que la luminosidad solar.
Deneb Algenubi parece tener una metalicidad muy similar a la de Sol ([Fe/H] = +0,02), si bien otro estudio considera un índice de metalicidad claramente superior ([Fe/H] = +0,16).
Gira sobre sí misma con una velocidad de rotación proyectada de 3,78 km/s y tiene una edad estimada de 3650 ± 1730 millones de años.